# ラーメン橋 (ゲームソフト)
『ラーメン橋』（ラーメンばし） は、トミーから1999年10月7日に発売されたPlayStation用ゲームソフトである。開発はメディアエンターテイメント。主題歌は嘉門達夫が歌っている。PocketStation対応。キャラクターデザインはイラストレーター、カンコンキンシアターのナレーションで知られる、もりいくすお。

## あらすじ
戦後シベリアから復員してきた主人公・寿秀蔵が父のラーメン屋を継ぎ、ラーメン屋としての人生を送ることとなる。
クリア時に秀蔵の戒名・辞世の言葉が出る。

## ゲーム内容
1950年代 - 1990年代まで4つの年代をラーメン屋として過ごし、さまざまなトラブルをラーメン勝負で解決していく。営業中の態度やラーメン勝負の勝敗によって、主人公のグラフィックが変化する。その時代を代表する著名人たちが、伝聞などでは実名（力道山、アラン・ラッドなど）で、シナリオで登場するときはその著名人をモデルとした人物（山下清、原節子など）が登場する。調味料や材料の中にも現在では栽培、生産共に禁止の物もあり時代を感じさせる内容となっている。

## 登場人物

### 主な登場人物
寿 秀蔵（ことぶき ひでぞう）
声：銀河万丈
主人公。ラーメン屋。亡き父の跡をつぎラーメン屋になる。様々なイベントをラーメンで解決してゆく。
養老 庄平（ようろう しょうへい）
声：屋良有作
酒屋。奥さん(声：萩森侚子)に酒量を心配されている。彼をめぐったシナリオもいくつか存在する。
草笛 わかば（くさぶえ わかば）
声：江森浩子
煙草屋。
花形 雪次郎（はながた ゆきじろう）
声：島田敏
ミルクホールの店主。後に歌声喫茶に商売換えする。その後はゴーゴー喫茶やカフェバー、インターネット喫茶に商売換えをするが上手くいかず、積もりに積もった多額の借金を抱える。
千駄木 ウメ（せんだぎ ウメ）
声：大本眞基子
駄菓子屋。両親が広島の尾道に住んでいる。
沼袋 影郎（ぬまぶくろ かげろう）
声：龍田直樹
銭湯の主。女房には頭が上がらない。銭湯友の会会長。
万屋 金太（よろずや きんた）
声：塩屋浩三
よろずや。後にスーパーマーケットになる。経営が上手くいったのかデパート経営もはじめるが…。
倉持 誠之介（くらもち まことのすけ）
声：掛川裕彦
質屋の主。ここで売っている商品の中には贋作が多い。買った商品は秀蔵のラーメン屋で展示される。
音無 トキ（おとなし トキ）
声：中村尚子
映画館の女性館長。上映している映画について適切な解説をしてくれる。
土佐犬（とさけん）
映画館と質屋の間に座っている。名前はシチである。とあるシナリオで秀蔵の危機を救ったり、ラーメンの食材を咥えてくることもある。

### 1950年代の登場人物
愚連隊（ぐれんたい）
最初にラーメン勝負を挑む相手。兄貴分の隼武夫(はやぶさたけお)は戦時中、秀蔵にロシア国境で命を救ってもらっている。
マンボ先生（マンボ せんせい）
声：佐藤正治
ミルクホールでマンボの振り付けをしているラーメン好きのダンスの先生。ミルクホールにやってくる、チエコさん（お嬢様）に恋をし、結婚を申し込もうと秀蔵に相談することになる。しかし、チエコさんはラーメンが食わず嫌いで…。
松本 清（まつもと きよし）
声：塩屋浩三
ランニング姿でリュックサックを担いでいる。モデルは山下清。おむすびが好きでラーメンが嫌いなことが、秀蔵の逆鱗に触れる。後の年代にもしばしば登場する。正体は有名な貼り絵画家であり、90年代末期にはアラブへ旅立つこととなる。
オウム男（おうむおとこ）
声：平野正人
事業に失敗し酒屋で暴れていた。秀蔵のラーメンで、インスタントラーメンを発明する。その後、選挙にも出馬する。頭が良くなる合わせ味噌なども発明したらしい。

### 1960年代の登場人物
瀬古谷 幸吉（せこや こうきち）
声：平野正人
1964年東京オリンピックに出場予定のマラソン選手。金メダルへの周囲の期待からノイローゼとなっている。モデルは円谷幸吉（名前は瀬古利彦も）。金メダル獲得後、某お菓子メーカーのCMに起用された。
原田 節子（はらだ せつこ）
声：山崎和佳奈
秀蔵憧れの活動写真女優。女優を引退してラーメン屋になろうかと悩んでいる。モデルは原節子。70年代にも登場し、女優を引退し故郷の沖縄でバーを開いている。
ロケットマン
声：塩屋浩三
夏でも宇宙服を着ている。日本もアポロに負けず月にロケットを飛ばすべく国家予算の半分を宇宙開発に使うように署名を集めていた。本人曰く10年後には（1979年）食事も宇宙食になると主張。
猪川 進（いのかわ すすむ）
声：島田敏
カミナリ族。90年代にも登場。

### 1970年代の登場人物
レスリー
声：島田敏
人気バンドスイートポテイトーズのリーダー。自信を無くして秀蔵のラーメン屋に逃げ込む。その後はムービースターとなる。
平 等郎（たいら ひとしろう）
声：龍田直樹
サラリーマン。窓際族。植木等そっくり。秀蔵のラーメンで立ち直ったが今度はピーターパン症候群にかかってしまった。
平 一郎 (たいら いちろう)
声：大本眞基子
平等郎の息子。
黒田（くろだ）
声：稲田徹
ヤクザ。
志摩（しま）
声：永島由子
博多で亡き父の後を継いでヤクザの女組長になる。秀蔵に出会い、彼と触れ合うことで、組を解散することを決意。
口裂け女（くちさけおんな）
声：中村尚子
夜な夜なチャルメラをならしながらナミダ橋横丁に屋台でやってくるラーメン屋。まずいといった客を脅してうまいと言わせていた。
寿 鼓太郎（ことぶき こたろう）
声：野島健児
秀蔵の息子。大学受験に何度も失敗している。後に合格する。エンディング時には結婚し、子供もいるようだ。

### 1980年代の登場人物
アフロ波平（アフロ なみへい）
声：高塚正也
刑事。時代遅れの髪型であるアフロにしている。福山和子という変装の名人である犯人を15年も追っている。そのストレスで大変なことになってしまった。
益田マスオ（ますだ マスオ）
声：塩屋浩三
グルメ評論家。
祥子（しょうこ）
声：中山真奈美
拒食症の少女。オードリー・ヘプバーンのような女優になるのが夢。
地上げ屋（じあげや）
声：佐藤正治
映画館を地上げしショッピングモールにしようとしていた関西弁の男性。
鈴木宏（すずきひろし）
声：龍田直樹
世界を股に掛ける天才ラーメン職人。見た目はパッとしないが凄いラーメン職人であるらしく、秀蔵もその凄さは認知しているほど。ボルネオのジャングルやスマトラでもラーメンを作ったことがある。

### 1990年代の登場人物
若者（わかもの）
声：野島健児
サーフボードを抱えながらナンパしていた男。
倉持 麗奈（くらもち れな）
声：永島由子
質屋の娘でジュリアナで毎晩踊り狂っている。後に外国人男性と結婚する。
コンスタン・チノープル
声：稲田徹
ゴンドラに乗ってナミダ橋横丁まで流れ着いてしまったイタリア人。一度は飛行機で帰ろうとしたものの、秀蔵のラーメンによりゴンドラで再度帰国することを決意。ちなみに彼とのラーメン勝負に負けてしまった場合とんでもないラストが待ち受けている。

### その他
女子学生 声：山崎和佳奈
着流しの老人 声：屋良有作
酔っ払い 声：龍田直樹
ナレーター
声：神田陽司
シナリオ部分は、彼の語りに登場人物たちのセリフがつく、という形式になる。

## ラーメンの材料

### 1950年代
- いりこ
- イノシシ肉
- イノシン酸の素
- ウグイスのフン
- うさぎ肉
- おにぎり
- カストリ酒
- カツオ節
- かぼちゃ
- キャベツ
- 牛骨
- 牛乳
- 京都の九条ネギ
- グルタミン酸の素
- 鯨肉
- ごぼう
- 小松菜
- 昆布
- さんしょう
- 地鶏ガラ
- スルメ
- 大根のしっぽ
- 脱脂粉乳
- タマネギ
- チクロ
- チャーシュー
- どぶろく
- なると
- 煮干し
- 白菜
- 馬肉
- ペンペン草
- メンマ
- もやし
- ラード
- リンゴ

### 1960年代
- 芋焼酎
- カニ
- キムチ
- 吟醸酒
- サッカリン
- ショウガ
- トチバニンジン
- 人参
- ニンニク
- みりん
- ゆず
- 老酒

### 1970年代
- 泡盛
- ゲンコツ
- 砂糖
- 複合調味料
- 下仁田ネギ
- 朝鮮人参
- 羅臼昆布

### 1980年代
- 瀬戸内のいりこ
- スペアリブ
- 高級チャーシュー

## ラーメンソング
秀蔵が麺ゆでの時にその当時流行した曲を歌う。

### 1950年代
村田英雄・人生劇場

### 1960年代
ザ・ピーナッツ・恋のバカンス

### 1970年代
太田裕美・木綿のハンカチーフ

### 1980年代
寺尾聰・ルビーの指環

### 1990年代
パフィー・これが私の生きる道

## ラーメンの名前
- ナミダ橋ラーメン
- 横丁最強ラーメン
- マンボラーメンでウッ
- 空手チョップラーメン
- 男ドアホウラーメン
- おむすびコロリンラーメン
- お達者敬老ラーメン
- あっと驚く天ぷらラーメン
- 運命のカエルラーメン
- 金メダルラーメン
- 仁狭ラーメン
- 命の尊さラーメン
- おんな涙の塩ラーメン
- イカすさらさらストレートメン
- 2001年宇宙のラーメン
- 本場札幌ミソラーメン
- レッツゴー青春ラーメン
- オヤジのゲンコツラーメン
- 血と汗と涙のラーメン
- うちなんちゅうラーメン
- おふくろの味ラーメン
- 男はガッツだぜラーメン
- 人間のプライドラーメン
- 花の大江戸ラーメン
- 私祈ってますラーメン
- シンデレララーメン
- たましいのラーメン
- 本格トンコツラーメン
- ソウルラーメン
- こつこつラーメン
- 激辛三途の川ラーメン
- 火の鳥ラーメン
- 精神注入ラーメン
- つーかさーうどんラーメン
- おとなのラーメン
- バカにつけるラーメン
- 育毛ワカメラーメン
- 生涯最高のラーメン
- マンマミーアラーメン